# Velký flám
Velký flám (francouzsky La Grande Vadrouille) je francouzská filmová komedie z roku 1966.

## Děj
Příběh se odehrává v roce 1941 během německé okupace Francie. Při plnění mise zabloudí bombardovací letoun britského královského letectva nad Paříž, kde ho sestřelí německá protivzdušná obrana. Posádka, Sir Reginald, Peter Cunnigham a Alan McIntosh, se zachrání seskokem padákem. Každý z nich přistane na odlišném místě, avšak již před seskokem mají domluvené místo setkání, kterým jsou turecké lázně. Sir Reginald přistane v zoo, kde mu pomůže hlídač a také ho nasměruje směrem k lázním. Také mu navrhne, aby si ustřihl velmi nápadný knírek.
Cunningham je uvězněn na domě, který zrovna natírá malíř Bouvet. Ten musí utíkat s Cunnighamem před Němci poté, co na sebe upozorní vojáky před domem. Během útěku je pomůže skrýt krásná Juliette, do které se Bouvet zamiluje. Proto také souhlasí s tím, že do lázní půjde místo zraněného Cunnighama.
McIntosh přistane na budově Národní opery, kde se setkává s dirigentem LeForem. Ten se také nabídne, že navštíví lázně místo něho.
Když se všichni setkají, je domluven plán na opuštění okupované zóny Francie. Bouvet a LeFor se vydávají s Angličany, protože jsou hledaní německými vojáky.

## Obsazení
| Louis de Funès    | Stanislav LeFor                    |
| Bourvil           | Augustin Bouvet                    |
| Terry-Thomas      | Sir Reginald Brook (Big moustache) |
| Claudio Brooks    | Peter Cunningham                   |
| Mike Marshall     | Alan McIntosh                      |
| Marie Duboisová   | Juliette                           |
| Pierre Bertin     | Juliettin dědeček                  |
| Andréa Parisy     | sestra Marie-Odile                 |
| Mary Marquet      | Matka představená                  |
| Benno Sterzenbach | Major Achbach                      |